# Kent Mitchell
Henry Kent Mitchell (Albany, 29 marzo 1939) è un canottiere statunitense, medaglia d'oro nel due con di canottaggio ai Giochi olimpici di Tokyo 1964 e bronzo, quattro anni prima, a Roma 1960, sempre con il ruolo di timoniere dell'armo statunitense.

## Palmarès
| Anno | Manifestazione  | Sede  | Evento  | Risultato |
| ---- | --------------- | ----- | ------- | --------- |
| 1960 | Giochi olimpici | Roma  | Due con | Bronzo    |
| 1964 | Giochi olimpici | Tokyo | Due con | Oro       |